# Andrássy Ernő
Andrássy Ernő (Szalacs, 1894. április 10. − Érmihályfalva, 1968. május 1.) párciumi magyar orvos, ornitológus, régész, az „Érmellék utolsó polihisztora”.

## Életútja, munkássága
A legendás hírű orvos az Érmellék igazi polihisztora. Senki nem tett annyit e tájegység természeti és kulturális kincseinek feltárásáért, mint ő. Nánási Zoltán történész 2003-ban megjelent könyvében állított emléket e gazdag életműnek.
A szalacsi római katolikus egyház keresztelési anyakönyve szerint: „1894-ben született Szalacson, Dr. Andrássy Ernő erdélyi maros-portusi születésű, római-katolikus orvos és Kovács Terézia debreceni születésű, helvét hitvallású szülők gyermekeként."
Az ifjú Andrássy értelmiségi családban nőtt fel. Születése után két évvel hozzájuk költözött nagyapja, a nagy műveltségű debreceni professzor, Kovács János, aki minden bizonnyal a természet és a tudományok felé irányította az ifjú figyelmét. Talán az ő buzdítására kezdte el alig tízévesen természeti megfigyeléseit, gyűjtéseit, jegyzetkészítéseit. Képzeletét hamar megragadta az Ér csodálatos növény- és állatvilága.
Középiskoláit Szatmáron végezte (1912). Felnőttként apja hivatását folytatta tovább. Budapesti és müncheni tanulmányai után orvosi diplomával kezében először az érmihályfalvi hadikórházban (1918), majd a debreceni Bábaképző Intézetben dolgozott. 1919 áprilisában jött haza, és átvette apja rendelőjét, közben kinevezték körorvosnak Érmihályfalván. 1926-ban itt nyitotta meg magánrendelőjét. Fáradhatatlan orvosi munkájáról tanúskodtak sikeres gyógymódjai. Mivel nem tudta kiharcolni, hogy városának
kórházat létesítsen, négy ágyas szülőotthont rendezett be saját lakásán. 1941-ben megnyitotta a vidék első szülőotthonát.
Cselekvő részt vállalt a politikai életben is; 1920 és 1940 között az Országos Magyar Párt járási elnöke volt. Mint a római katolikus egyházközség világi elnöke Pro Ecclesia et Pontifice pápai kitüntetésben részesült. Szívvel-lélekkel küzdött sorstársaiért, harcolt a nemzetiségi és vallási megkülönböztetés ellen. A háborús időszakban erején felül küzdött a különböző betegségekkel. Gyógynövényekről és a népi gyógymódokról írt munkáját kéziratos formában terjesztették.
Az ifjú orvos érdeklődése nemcsak saját szakmájára korlátozódott. 1945 után csupán hivatásának és gyűjtőszenvedélyének élt. Valóságos polihisztor lett. Gyermekkorától kezdve szenvedélyes természetbúvárként bejárta az Ér nádasait, mocsarait, kereste a madártojásokat. Hallatlan értékű gyűjteményt hozott létre, külföldi madártani intézetekkel is felvette a kapcsolatot. Másik szenvedélye a régészethez kapcsolódott: 4500 darabnyi régészeti és őslénytani anyagot gyűjtött össze az Érmellékről saját múzeumába. Emellett bőkezű mecénásnak is ismerték; saját költségein egyedülálló feltárásokat végeztetett Ottomány, Szalacs, Mihályfalva környékén a nagynevű régész, Roska Márton vezetésével. Így sikerült feltárni a bronzkor addig ismeretlen kultúr-szintjét, amit a „locus classicus" alapján, Ion Nestor bukaresti régész javaslatára (1931) „Ottományi kultúra" néven jegyez ma is a tudomány.
Az Akadémia felkérésére megírta az Érmellék Régészeti Repertóriumát. Publikálására azonban már nem kerülhetett sor. A numizmatika is megragadta képzeletét; éremgyűjteménye mintegy 6000 régi pénzt tartalmazott. Magánkönyvtárában 4260 kötet gyűlt össze, köztük a család régi könyvei. Tudományos tevékenységét sokoldalú népnevelő munkával tette teljessé. A helyi művelődési házban előadásokat tartott egészségügyről, régészetről, természetvédelemről, irodalomról. „Nem vágyom én elismerésre, csak hagyjanak dolgozni" - írta szerényen 1954 novemberében.
Tudományos és közéleti pályáját derékba törte az 1956-os forradalom romániai retorziója. A magyarországi események utórezgéseként létrejött ún. érmihályfalvi csoport tagjaként 36 társával együtt 1958-ban letartóztatták. Július 25-én vitték el, majd hazaárulás s az önálló Erdély megalakítására való felbujtás és lázítás koholt vádjával életfogytiglani börtönbüntetésre ítélték, amely teljes vagyonelkobzással párosult. Lakását kifosztották, gyűjteményét és könyvtárát a Nagyváradi Múzeumba szállították. Szétszóródtak gondosan rendszerezett jegyzetei, még az írógépét is elvitték. 1964 áprilisáig raboskodott Nagyvárad, Pitești, Dés és Szamosújvár embertelen börtöneiben, amikor váratlanul szabadon engedték. A meggyötört, rossz egészségi állapotban levő doktor haláláig orvossegédként dolgozott tovább az érmihályfalvi szülőotthonban.

## Emlékezete
Érmihályfalva központi parkja híres szülöttének nevét viseli. 2002-ben megalakult a Dr. Andrássy Ernő Honismereti Kör. 2008 őszén a Helyi Tanács egyhangú döntése alapján Érmihályfalva első díszpolgári címét - post mortem - dr. Andrássy Ernőnek ítélték oda, október 5-én pedig a város főterén felavatták az orvos mellszobrát, a székelyhídi születésű, Munkácsy Mihály-díjas Mihály Gábor szobrászművész alkotását.